# Satz von Hausdorff
Der Satz von Hausdorff ist einer der zahlreichen mathematischen Lehrsätze, die der deutsche Mathematiker Felix Hausdorff (1868–1942) zu den Gebieten Mengenlehre und Ordnungstheorie beigetragen hat. Der Satz geht zurück auf Hausdorffs Arbeiten über Konfinalität und Ordnungstypen.

## Formulierung des Satzes
Der Satz lässt sich wie folgt formulieren:
In einer nichtleeren linear geordneten Menge {\displaystyle (K,\preccurlyeq )} existiert stets eine durch die gegebene Ordnungsrelation {\displaystyle \preccurlyeq } wohlgeordnete Teilmenge {\displaystyle W\subseteq K}, die in {\displaystyle (K,\preccurlyeq )} konfinal ist.
Hat {\displaystyle K} dabei die Mächtigkeit {\displaystyle |K|=\aleph _{\tau }\;(\tau \in \mathrm {On} )}  und besitzt {\displaystyle W} den Ordnungstypus {\displaystyle \operatorname {ord} (W)=\xi }, so gilt in Bezug auf die zu {\displaystyle \aleph _{\tau }} gehörige Anfangszahl die Ungleichung {\displaystyle \xi \leq \omega _{\tau }}.

## Folgerungen
Aus dem Hausdorff'schen Satz ergibt sich unmittelbar folgendes Resultat:
In einer nichtleeren teilweise geordneten Menge {\displaystyle (S,\preccurlyeq )} existiert stets eine durch die gegebene Ordnungsrelation {\displaystyle \preccurlyeq } wohlgeordnete Teilmenge {\displaystyle W\subseteq S}, mit der  {\displaystyle (S,\preccurlyeq )} konfinal im Sinne von Hausdorff ist.
Weiterhin gewinnt man aus dem Satz ein Resultat über reguläre Ordinalzahlen:
Jede unendliche reguläre Ordinalzahl ist eine Anfangszahl {\displaystyle \omega _{\tau }}, während die einzigen endlichen regulären Ordinalzahlen {\displaystyle 0} und {\displaystyle 1} sind.
Der Satz besitzt zudem eine weitere Verschärfung, die im Wesentlichen auch auf Hausdorff zurückgeht:
Für eine linear geordnete Menge {\displaystyle (K,\preccurlyeq )} ist die Konfinalität {\displaystyle \operatorname {cf} (K,\preccurlyeq )} stets entweder {\displaystyle 0} oder {\displaystyle 1} oder aber – nämlich dann, wenn {\displaystyle (K,\preccurlyeq )} kein größtes Element besitzt – eine reguläre Anfangszahl und daneben gibt es keine andere reguläre Ordinalzahl, die als Ordnungstypus {\displaystyle \operatorname {ord} (W)} einer in {\displaystyle (K,\preccurlyeq )} enthaltenen konfinalen Teilmenge {\displaystyle W\subseteq K} vorkommt.